# کوزمین اولاریو
کوزمین اولاریو (انگلیسی: Cosmin Olăroiu؛ زادهٔ ۱۰ ژوئن ۱۹۶۹) بازیکن پیشین و مربی کنونی فوتبال اهل رومانی است.
او موفق شد در سال ۲۰۰۶ تیم استوا بخارست را به مقام قهرمانی لیگ برتر فوتبال رومانی و سوپرجام فوتبال رومانی برساند؛ او هم‌چنین در همان سال با این تیم به نیمه‌نهایی جام یوفا رسید. اولاریو به عنوان یکی از بزرگترین مربیان در شبه‌جزیره عربستان شناخته می‌شود؛ او هدایت پرافتخارترین تیم‌های عربستان سعودی، قطر و امارات متحده عربی را برعهده داشته‌است (الهلال، السد، العین و الاهلی) و موفق شده با این تیم‌ها به مقام قهرمانی دست یابد. در سال ۲۰۲۰ او موفق شد تیم جیانگسو را برای نخستین بار به عنوان قهرمانی سوپر لیگ فوتبال چین برساند.

## افتخارات

### بازیکن
سوون سامسونگ
- کی لیگ: ۱۹۹۸، ۱۹۹۹
- جام اتحادیه کره جنوبی: ۱۹۹۹، ۲۰۰۰
- سوپرجام فوتبال کره جنوبی: ۱۹۹۹، ۲۰۰۰
- جام برندگان جام آسیا، نایب قهرمان: ۹۸–۱۹۹۷

### مربی
استوا بخارست
- لیگ برتر رومانی: ۰۶–۲۰۰۵
- سوپرجام فوتبال رومانی: ۲۰۰۶

الهلال
- لیگ حرفه‌ای فوتبال عربستان: ۰۸–۲۰۰۷
- جام ولی‌عهد عربستان سعودی: ۰۸–۲۰۰۷، ۰۹–۲۰۰۸

السد
- جام ستارگان قطر: ۲۰۱۰

العین
- لیگ برتر امارات متحده عربی: ۱۲–۲۰۱۱، ۱۳–۲۰۱۲
- سوپرجام فوتبال امارات: ۲۰۱۲

الاهلی
- لیگ برتر امارات متحده عربی: ۱۴–۲۰۱۳، ۱۶–۲۰۱۵
- جام اتصالات امارات: ۱۴–۲۰۱۳، ۱۷–۲۰۱۶
- سوپرجام فوتبال امارات: ۲۰۱۳، ۲۰۱۴، ۲۰۱۶
- لیگ قهرمانان آسیا، نایب قهرمان: ۲۰۱۵

جیانگسو سونینگ
- سوپر لیگ فوتبال چین: ۲۰۲۰

### فردی
- مربی رومانیایی سال: ۲۰۰۶، ۲۰۲۰
- مربی سال فوتبال امارات: ۲۰۱۴، ۲۰۱۶، ۲۰۲۰
- مربی سال خاورمیانه از دید مجله اهداف: ۲۰۱۵